# Psittacanthus krausei
Psittacanthus krausei là một loài thực vật có hoa trong họ Loranthaceae. Loài này được J.F. Macbr. miêu tả khoa học đầu tiên năm 1934.